# Nusaybin
Nusaybin (in curdo Nisêbîn‎; in assiro: Nṣībīn; in accadico: Naṣibina; in greco Νίσιβις?, Nísibis, Nisibis; in arabo نصيبين‎?, Niṣībīn, e in armeno Մծբին?, Mtsbin: ) è una città nella provincia di Mardin, in Turchia. La popolazione della città è di 83832 abitanti al 2009. La popolazione è prevalentemente curda e yezida, ma vi si trova anche una piccola comunità assira.
Con una storia che risale a quasi 3000 anni fa, Nusaybin fu governata e stabilita da vari gruppi. La prima volta come un insediamento arameo: Naşibīna nel 901 a.C., fu catturato dall'Assiria nel 896 a.C. Nel IV e V secolo d.C. fu uno dei grandi centri della lingua siriaca, insieme alla vicina Edessa.
Nisibis o Nisibi (anche Nisibia e Nisibin) è il nome antico della moderna città di Nusaybin, nella Turchia sud-orientale, al confine con la città siriana di Qamishli.
Nisibis era un'antica città della Mesopotamia. I successori di Alessandro il Grande la rifondarono col nome di Antiochia Mygdonia (greco: Ἀντιόχεια τῆς Μυγδονίας); venne menzionata per la prima volta da Polibio, nella descrizione della marcia di Antioco I contro il Molone. Plutarco suggerì che la città fosse popolata da coloni di discendenza spartana.

## Storia

### Storia antica

#### Periodo assiro-persiano
Già nell'852 a.C. Nisibis faceva parte del neo Impero assiro, apparendo all'interno di una lista in lingua assira (Limmu) come sede di un governatore provinciale chiamato Shamash - Abua. La città rimase sotto il dominio assiro fino al suo crollo, avvenuto nel 608 a.C. Passò sotto il controllo dell'Impero babilonese fino al 536 a.C., quando cadde in mano degli Achemenidi, e qui vi rimase fino alle campagne di Alessandro Magno del 332 a.C. e dei suoi successori Seleucidi. Con il crollo di questa dinastia passò, verso la fine del II secolo a.C., prima sotto il dominio del regno d'Armenia e poi sotto quello dei Parti.

#### Periodo romano-persiano
La città di confine di Nisibis fu coinvolta nelle guerre romano-persiane, trovandosi al confine delle sfere di influenza della Repubblica e dell'Impero romano a occidente e dell'Impero dei Parti prima e di quello dei Sasanidi poi a oriente.
Il generale romano Lucio Licinio Lucullo catturò Nisibi dopo un lungo assedio nel 68-67 a.C., strappandola al fratello di Tigrane II di Armenia, fratello di Vologase I di Partia. L'imperatore Traiano riconquistò la città nel 115, ricevendo il titolo di Parthicus per averne sconfitto la guarnigione partica, per poi perderla e riconquistarla ai ribelli giudei durante la guerra di Kitos. Venne inclusa nella provincia romana della Mesopotamia. Persa dai Romani nel 194, Nisibis fu riconquistata da Settimio Severo pochi anni dopo (nel 197), diventandone il quartier generale ed assumendo il rango di colonia. Sembra sia stata poi perduta nel 242 e riconquistata dai romani l'anno successivo, rimanendo sotto il dominio romano fino al 252. Sapore I, riuscì infatti a conquistarla, poi a perderla (attorno al 260/261) e forse a riconquistarla pochi anni più tardi. Era sotto la dominazione sasanide verso la fine del III secolo, quando Narsete di Persia (nel 298), fu costretto a cederla in seguito ad un trattato di pace siglato con Galerio. Il sovrano sasanide Sapore II riprese le ostilità nel 337, alla morte di Costantino I, e assediò Nisibis per ben tre volte, nel 338, 346 e 350.
A causa della sua importanza strategica, Nisibis fu attentamente fortificata e qui fu posto il campo della legione romana III Parthica, che però a partire dal trattato del 363 (dopo la morte dell'imperatore Giuliano), tra Gioviano e Sapore II, fu ceduta alla Persia in cambio della pace. Lo storico romano del IV secolo Ammiano Marcellino, testimone oculare, a descrivere gli eventi: sebbene la gente del luogo cercasse di convincerlo di essere in grado di difendere autonomamente la città, Gioviano tenne fede agli impegni presi, concedendo solo tre giorni per l'evacuazione di Nisibis da parte della popolazione romana, destinata a trasferirsi ad Amida. È sempre Ammiano che ebbe uno stretto rapporto con la città, in quanto qui visse l'inizio della sua carriera militare, agli ordini del governatore della città Ursicino. Egli definisce la città urbs inexpugnabilis ("città imprendibile") e murus provinciarum ("mura delle province").

#### Nisibi cristiana

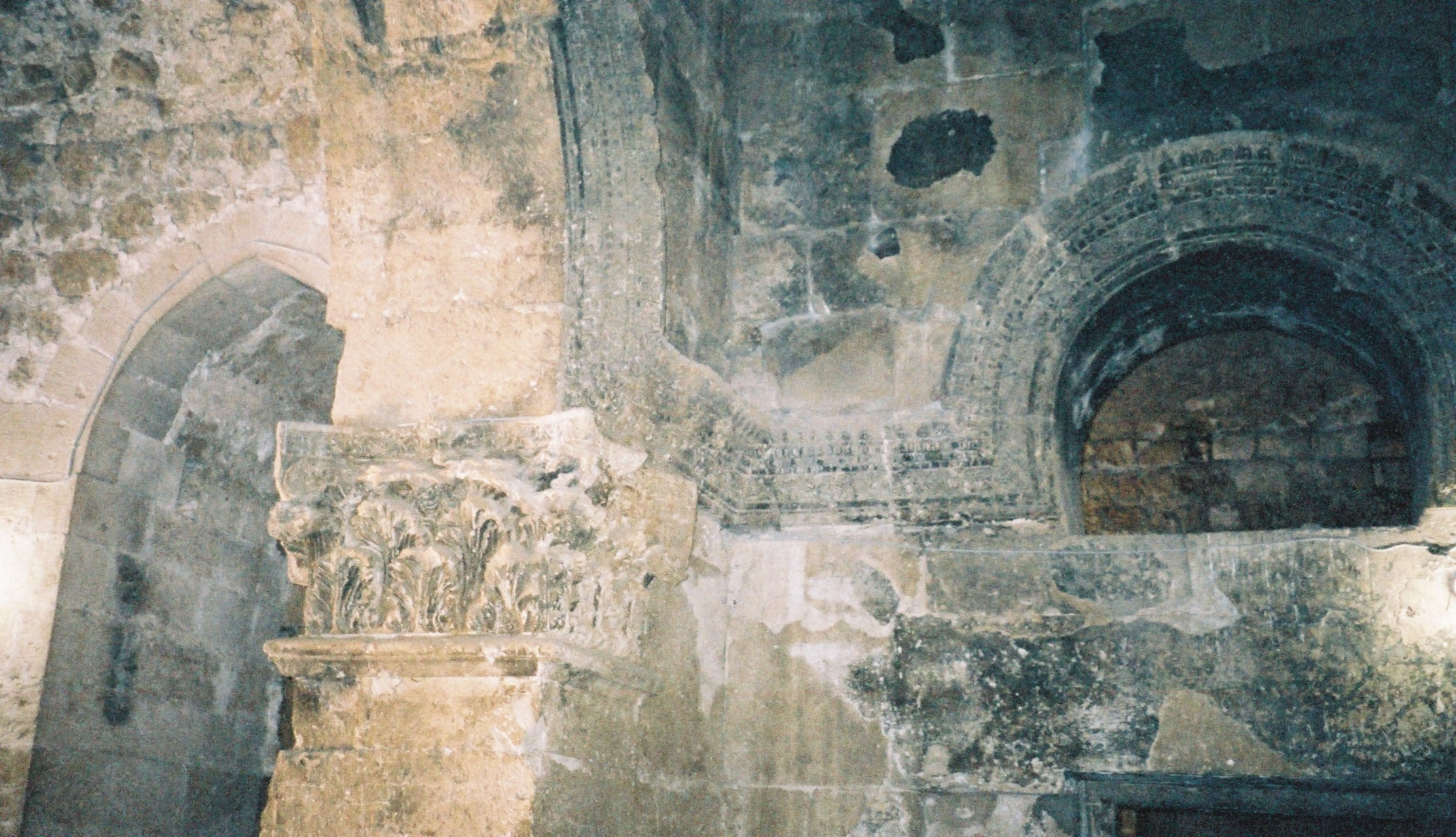
Interno della chiesa di san Giacomo di Nisibis.

Nisibis ebbe il suo primo vescovo cristiano dal 300, un certo Babu, morto nel 309. A questi successe san Giacomo. Nisibis fu poi la patria del santo Efrem il Siro, che qui rimase fino alla resa ai Persiani dell'imperatore romano Gioviano nel 363. Un'altra personalità legata a Nisibis è Santa Febronia.
La scuola di Nisibi, fondata al momento dell'introduzione del cristianesimo nella città dall'etnia assira della Chiesa assira d'Oriente, fu chiusa quando la provincia fu ceduta ai Persiani. Lo stesso Efrem il Siro si unì all'esodo generale dei cristiani e ristabilì la scuola su un terreno romano più sicuro, a Edessa. Nel V secolo, la scuola divenne un centro del cristianesimo nestoriano e fu chiusa dall'arcivescovo Ciro nel 489. I disordini e i dissensi sorti nel VI secolo nella scuola di Nisibis favorirono lo sviluppo delle sue rivali, soprattutto quella di Seleucia; tuttavia, essa iniziò a declinare solo dopo la fondazione della scuola di Baghdad (832). Tra i personaggi di spicco associati alla scuola vi sono il suo fondatore Narses, Abramo, suo nipote e successore, Abramo di Kashkar, restauratore della vita monastica, e l'arcivescovo Elia di Nisibis.
Come città fortificata di frontiera, Nisibis svolse un ruolo importante nelle guerre romano-persiane. Divenne la capitale della nuova provincia di Mesopotamia dopo l'organizzazione della frontiera orientale romana da parte di Diocleziano. Divenne nota come "Scudo dell'Impero" dopo una resistenza vittoriosa nel 337-350. La città passò di mano diverse volte e, una volta in mano ai Sasanidi, Nisibis fu la base delle operazioni contro i Romani. La città era anche uno dei principali punti di passaggio per i mercanti, sebbene fossero in atto elaborate misure di sicurezza contro lo spionaggio.

### Periodo islamico
La città fu conquistata senza resistenza dalle forze del Califfato Rashidun sotto Umar nel 639 o 640. Sotto il primo dominio islamico, la città servì come centro amministrativo locale. Nel 717 fu colpita da un terremoto e nel 927 fu saccheggiata dai Carmati. Nel 942 Nisibis fu conquistata dall'Impero bizantino, ma fu poi riconquistata dalla dinastia hamdanide. Fu nuovamente attaccata dai Bizantini nel 972. Dopo gli Hamdanidi, la città fu amministrata dai Marwanidi e dagli Uqaylidi. A partire dalla metà dell'XI secolo fu soggetta alle incursioni turche e minacciata dalla Contea di Edessa, venendo attaccata e danneggiata dalle forze selgiuchidi sotto Tughril nel 1043. La città rimase comunque un importante centro di commercio e di trasporto.
Nel 1120 fu conquistata dagli Artuqidi sotto Ilghazi ibn Artuq, seguiti dagli Zengidi e dagli Ayyubidi. I geografi e gli storici arabi dell'epoca descrivono la città come molto prospera, con imponenti terme, mura, case sontuose, un ponte e un ospedale. Nel 1230 la città fu invasa dall'Impero mongolo. Alla sovranità mongola seguì quella degli Ag Qoyunlu, dei Kara Koyunlu e dei Safavidi. Nel 1515, grazie agli sforzi di Idris Bitlisi, fu conquistata dall'Impero Ottomano sotto Selim I.

### Storia moderna
Alla vigilia della Prima Guerra Mondiale, Nusaybin contava una comunità cristiana di 2000 persone, insieme a una popolazione ebraica di 600.[29] Nell'agosto del 1915 ebbe luogo un massacro di cristiani, in seguito al quale la comunità cristiana di Nusaybin si ridusse a 1200 persone. Furono presi di mira giacobiti siriani, cattolici caldei, protestanti e armeni.
Come concordato dai governi della Francia e della nuova Repubblica di Turchia nel Trattato di Losanna del 1923, il confine tra Turchia e Siria avrebbe seguito la linea della ferrovia di Baghdad fino a Nusaybin, dopodiché avrebbe seguito il percorso di una strada romana che portava a Cizre. Dopo l'istituzione del Mandato francese per la Siria e il Libano, Nusaybin perse oltre il 60% della sua popolazione a causa degli insediamenti che si trovavano in quella zona, primo fra tutti Qamishli.
Nusaybin era un luogo di transito degli ebrei siriani che lasciavano il Paese dopo la formazione di Israele nel 1948 e il conseguente esodo degli ebrei dai Paesi arabi e musulmani. Una volta raggiunta la Turchia, dopo un percorso che li portava attraverso Aleppo e la Jazira, a volte con l'aiuto di contrabbandieri beduini, la maggior parte si dirigeva verso Israele. A Nisibis esisteva una grande comunità ebraica fin dall'antichità, molti dei quali si trasferirono a Qamishli all'inizio del XX secolo per motivi economici. Oggi una sinagoga di Gerusalemme pratica i riti di Nisibis e Qamishli.

### XXI secolo
Nusaybin è balzata agli onori della cronaca nel 2006 quando gli abitanti di un villaggio vicino a Kuru hanno scoperto una fossa comune, sospettata di appartenere ad armeni e assiri ottomani uccisi durante i genocidi armeno e assiro. Lo storico svedese David Gaunt ha visitato il sito per indagare sulle sue origini, ma se n'è andato dopo aver trovato prove di manomissione. Gaunt, che ha studiato 150 massacri compiuti nell'estate del 1915 a Mardin, ha affermato che il governatore del Comitato per l'Unione e il Progresso di Mardin, Halil Edip, aveva probabilmente ordinato il massacro del 14 giugno 1915, lasciando 150 armeni e 120 assiri morti. L'insediamento era allora conosciuto come Dara (oggi Oğuz). Il presidente della Società Storica Turca, Yusuf Halaçoğlu, seguendo la politica del governo turco di negazione del genocidio armeno, ha affermato che i resti risalivano all'epoca romana. Özgür Gündem ha riferito che l'esercito e la polizia turca hanno fatto pressioni sui media turchi affinché non riportassero la scoperta.
Nel 2012 il Ministero degli Interni turco ha preso in considerazione la possibilità di sciogliere il consiglio comunale di Nusaybin dopo che questo aveva deciso di utilizzare l'arabo, l'armeno, l'aramaico e il kurmanci sulla segnaletica della città, oltre alla lingua turca.

## Società

### Etnie e minoranze straniere
Nusaybin è etnicamente prevalentemente curda. La popolazione della città ha stretti legami con la vicina città di Qamishli e i matrimoni transfrontalieri sono una pratica comune. La città ha anche una popolazione araba minoritaria. Una piccolissima popolazione assira rimane in città; ciò che rimase della popolazione assira emigrò durante il conflitto curdo-turco degli anni '90 e, come conseguenza del conflitto del 2016, solo una famiglia assira rimase in città.

## Economia
A seguito della guerra civile siriana, il confine della città con la Siria (e più precisamente la grande città siriana di Qamishli) è stato chiuso, sostenendo che la cessazione del traffico ha portato a un aumento del 90% della disoccupazione in città.

## Infrastrutture e trasporti
Nusaybin è servita dalla strada europea E90 e da altre strade per le città circostanti. La stazione ferroviaria di Nusaybin è servita da 2 treni al giorno. L'aeroporto più vicino è l'aeroporto di Qamishlo 5 chilometri a sud di Nusaybin, situato a Qamishli in Siria. L'aeroporto turco più vicino è l'aeroporto di Mardin, 55 chilometri a nord-ovest di Nusaybin.